# Psyrassa basicornis
Psyrassa basicornis là một loài bọ cánh cứng trong họ Cerambycidae.